# Nexus 5
Das Nexus 5 (Europa = LG D821, USA = LG D820) ist ein auf Android basierendes Smartphone der Nexus-Serie von Google. Es entstand zusammen mit dem koreanischen Partner LG Electronics. Das Nexus 5 wurde am 31. Oktober 2013 vorgestellt und am selben Tag im Google-Play-Onlineshop angeboten. Das Nexus 5 wurde mit der Android-Version 4.4 KitKat ausgeliefert. Es ist das fünfte Gerät der Nexus-Serie und Nachfolger des Nexus 4. Der Nachfolger des Nexus 5 ist seit 2015 das Nexus 5X.

## Technische Daten

### Hardware
Das Nexus 5 misst 137,8 mm × 69,1 mm × 8,6 mm, wiegt 130 Gramm, hat eine Bildschirmdiagonale von rund 126 mm (4,95 Zoll) bei einer Punktdichte von rund 445 ppi und einer Auflösung von 1920 × 1080 Pixeln. Es verwendet einen Quad-Core-Prozessor vom Typ Snapdragon 800 der mit 2,26 GHz taktet, 2 GB RAM und eine Adreno-330-GPU mit einer Taktrate von 450 MHz. Das Nexus 5 kann per Induktionsverfahren aufgeladen werden, wobei LG auf den Qi-Standard zur drahtlosen Übertragung von Energie setzt. Das Nexus 5 beherrscht Nahfeldkommunikation (Android Beam), hat eine 8-Megapixel-Rückkamera inklusive optischem Bildstabilisator und eine 1,3-Megapixel-Frontkamera. Der Akku hat eine Kapazität von 2300 mAh. Das Gerät unterstützt sowohl GPS- als auch GLONASS-Satelliten.
Als Besonderheit ist im Nexus 5 ein dedizierter digitaler Signalprozessor verbaut, welcher es ermöglicht, die CPU bei der Wiedergabe von Audiodateien zu entlasten. Dadurch soll das Nexus 5, wenn es ausschließlich als MP3-Player verwendet wird, eine Akkulaufzeit von 60 Stunden erreichen. Im Gegensatz zu vielen Konkurrenzmodellen besitzt das Nexus 5, wie für die Nexus-Serie üblich, keine Möglichkeit zur Speichererweiterung mithilfe einer Speicherkarte. Weiterhin bietet das Gerät auch eine Benachrichtigungs-LED, die bei Benachrichtigungen in verschiedenen Farben aufleuchten kann.

### Software
Das Nexus 5 war das erste Smartphone, das Android 4.4 (KitKat) als Betriebssystem installiert hatte. Die neue Version erweiterte unter anderem die NFC-Fähigkeiten, fügte einen neuen HDR+-Kameramodus hinzu und ermöglichte die Videoaufnahme des Bildschirms (engl.: „screen record“) ohne, wie bei anderen Android-Geräten benötigten, Root-Zugriff.
Darüber hinaus wurde der Startbildschirm neu gestaltet, wodurch Google Now noch stärker integriert wurde. Google Now ermöglicht jetzt unter anderem auch eine Sprach- und Liedersuche direkt auf dem Startbildschirm. Außerdem wurde die SMS/MMS-Funktionalität von einer eigenständigen App in die Hangouts-App verschoben. In dieser sind auch Konversationen über den Google-Service bzw. über das Internet möglich.
Das Nexus 5 ist die Referenzhardware für die Plasma Mobile genannte Arbeitsfläche.
Das Nexus 5 ist eines der durch Ubuntu Touch unterstützen Geräte.

### Update-Politik
Seit ihrer Einführung im Oktober 2015 mit der „stagefright“-Sicherheitslücke erhalten auch ältere Modelle für einen längeren Zeitraum noch die aktuellen Android-Security-Updates. Die sog. "Major Updates", bei denen sich der Name der Android-Version ändert (z. B. von „Lollipop“ zu „Marshmallow“) werden für einen Zeitraum von 2 Jahren bereitgestellt. Sicherheitsupdates werden bis zu 3 Jahre nach Verkaufsstart oder 18 Monate ab Ende des offiziellen Verkaufszeitraums („Verfügbarkeit im Play Store“) entwickelt und verteilt. Da der Verkauf bis März 2015 stattfand, bekam das Nexus 5 im Oktober 2016 das letzte Sicherheitsupdate für die Version 6 „Marshmallow“. Um weiterhin Updates zu erhalten, kann man auf eine freie Alternative wie beispielsweise LineageOS oder UbuntuTouch umsteigen.

## Verkaufsstart
Das Nexus 5 wurde zunächst im Google Play Store in der 16-GB-Variante und in der 32-GB-Variante verkauft. Zum Verkaufsstart stand das Gerät in den Farben Schwarz und Weiß zur Verfügung, seit dem 4. Februar 2014 auch in Rot. Das Gerät kostete 349 € (16-GB-Version) und 399 € (32 GB) in einigen Ländern von Europa zuzüglich Versandkosten. Als Onlinebestellung direkt bei Google in den USA verlangte das Unternehmen exkl. Steuern 349 $ bzw. 399 $ (32 GB).
Am 11. März 2015 wurde der Verkauf im Google Play Store eingestellt.

## Trivia
Durch einen Programmfehler konnte bei hoher Netzwerkauslastung ein Neustart des Telefons provoziert werden. Dieses Problem wurde erst in Android 5.0 behoben.
Ende 2018 haben Forscher auf dem 35C3 gezeigt wie ein Schadcode über den verbauten Bluetooth-Chip übertragen werden kann. Nach einer Lösung zur Behebung der Sicherheitslücke werde bereits gesucht.